# Sonic Dynamite
Sonic Dynamite è il settimo album in studio del gruppo musicale tedesco Pink Cream 69, pubblicato nel 2000.

## Tracce
Testi e musiche di Alfred Koffler e David Readman.
1. Passage to Hope – 1:23
2. Seas of Madness – 5:14
3. Followed by the Moon – 4:37
4. Sonic Dynamite – 3:08
5. The Spirit – 4:38
6. Speed of Light – 4:43
7. Waiting for the Dawn – 4:45
8. Let the Thunder Reside – 5:06
9. Lost in Illusions – 4:10
10. Face of an Angel – 4:09
11. Shattered Prophecy – 3:48
12. Spread Your Wings – 5:00

## Formazione
- David Readman – voce
- Alfred Koffler – chitarra
- Dennis Ward – basso
- Kosta Zafiriou – batteria
- Günther Werno – tastiera (tracce 1, 5, 8, 12)